# 宜倫郡主
宜倫郡主（ぎりんぐんしゅ、1378年以前 - 1449年以後）は、明の懿文太子朱標の次女。建文帝の姉。

## 経歴
実母については記録がない。側室が公主の生母だったと思われるが、太子妃常氏の可能性もある。
永楽帝が即位すると、公主から郡主に降格された。永楽15年（1417年）に40歳を過ぎて、正六品錦衣衛百戸の于礼と結婚した。正統14年（1449年）、既に高齢で体も衰えたので、先に墓地の賜予を請求したが、英宗に断わられた。
南明において弘光元年（1645年）、公主に追復された。

## 伝記資料
- 『東宮妃常氏墓志』
- 『明英宗実録』
- 『明成祖実録』